# ديفيد إس. غودمان
ديفيد إس. غودمان (بالإنجليزية: David S. Goodman)‏ هو لاعب شطرنج بريطاني وأمريكي، ولد في 25 فبراير 1958.

## وصلات خارجية
- ديفيد إس. غودمان على موقع الاتحاد الدولي للشطرنج (الإنجليزية)
- ديفيد إس. غودمان على موقع مباريات الشطرنج (الإنجليزية)
- ديفيد إس. غودمان على موقع 365Chess.com (الإنجليزية)
- ديفيد إس. غودمان على موقع Chesstempo.com (الإنجليزية)
- ديفيد إس. غودمان على موقع الاتحاد الأمريكي للشطرنج (الإنجليزية)